# Serica yaogiensis
Serica yaogiensis är en skalbaggsart som beskrevs av Ahrens 2005. Serica yaogiensis ingår i släktet Serica och familjen Melolonthidae. Inga underarter finns listade i Catalogue of Life.